# Dev Patel
Dev Patel (tiếng Gujarat: દેવ પટેલ);, sinh ngày 23 tháng 4 năm 1990) là một nam diễn viên người Anh gốc Ấn Độ. Anh được biết đến nhiều qua bộ phim Triệu phú ổ chuột.

## Sự nghiệp
Patel bắt đầu sự nghiệp diễn xuất từ cuối 2006 khi anh tham gia thử vai cho sê ri phim truyền hình Skins dành cho lứa tuổi thanh thiếu niên. Trước đó, mẹ của Patel đọc được mẩu quảng cáo trên báo và quyết định đưa anh đến thử vai cho dù ngày hôm đó anh có bài kiểm tra môn khoa học. Sau hai buổi thử, anh được chọn vào diễn vai Anwar Kharral - một thiếu niên theo đạo Hồi, người Anh gốc Pakistan. Theo bạn diễn Mike Bailey (vai Sid Jenkins) và Hannah Murray (vai Cassie Ainsworth) thì nhân vật Patel thủ vai được xây dựng một phần dựa trên tính cách của chính Patel, đồng thời vai diễn đó được viết riêng cho anh sau khi được tuyển vào đóng phim Skins. Mùa đầu tiên bắt đầu lên sóng vào tháng 1 năm 2007 và giành giải Rose d'Or for Drama vào năm 2008. Mùa thứ hai tiếp tục ghi nhận sự góp mặt của Patel và tiếp tục giành giải Philips Audience tại Lễ trao giải BAFTA Television năm 2009.

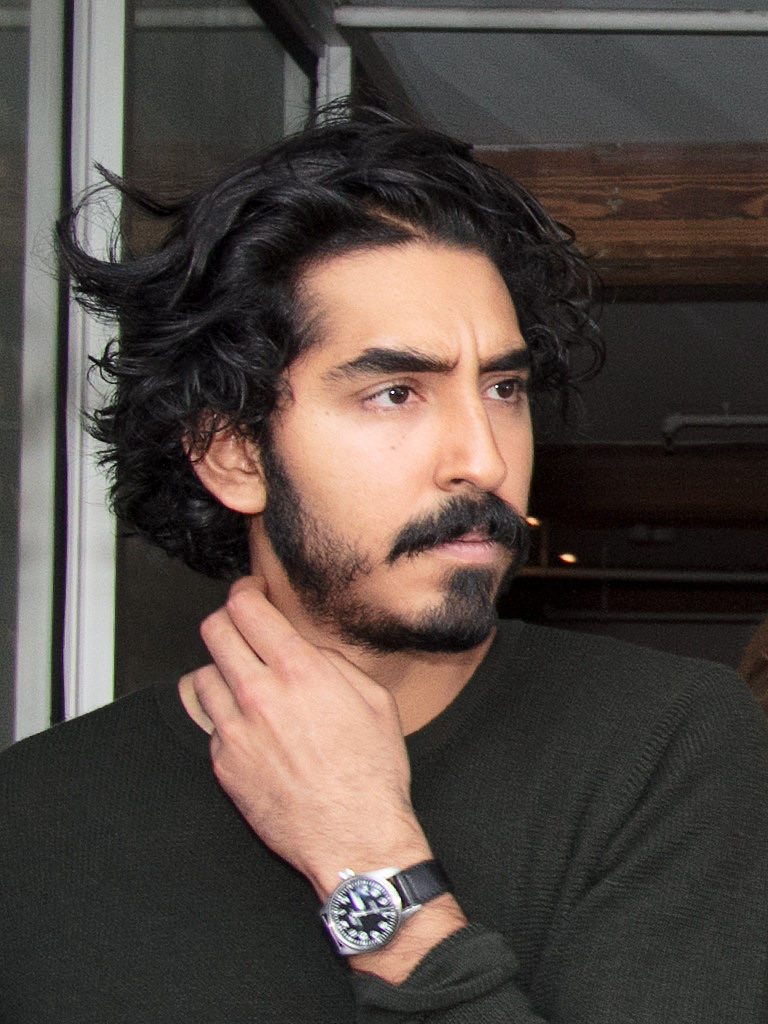
Patel tại Liên hoan phim quốc tế Toronto 2016

Patel bắt đầu diễn xuất trong phim điện ảnh sau khi thử vai thành công cho phim Triệu phú ổ chuột của đạo diễn Danny Boyle. Nhân vật Jamal Malik của anh là một thiếu niên Hồi giáo người Ấn Độ sinh ra và lớn lên trong khu ổ chuột của thành phố Mumbai, Ấn Độ. Boyle đã xem xét hàng trăm nam diễn viên trẻ nhưng nhận thấy rằng những gương mặt hàng đầu Bollywood nhìn chung "mạnh mẽ, đẹp trai kiểu anh hùng", không phải loại tính cách mà ông đang tìm. Con gái của Boyle đã chỉ cho ông xem phim Skins có Patel diễn xuất. Tháng 8 năm 2007, Patel được chọn vào vai trong phim. Để chuẩn bị cho vai diễn sắp tới, Patel phải theo Boyle đi thị sát địa điểm quay, nơi anh có thể tự mình quan sát khu ổ chuột Dharavi  của Mumbai. Anh cũng dành một ngày làm việc trong trung tâm dịch vụ trả lời điện thoại và làm người rửa bát trong một khách sạn nọ. Phim Triệu phú ổ chuột đã thu được thành công lớn và mang về nhiều giải thưởng và đề cử cho Patel (xem chi tiết trong phần Giải thưởng và đề cử).
Những năm sau này, Patel có góp mặt trong phim The Last Airbender ra mắt vào ngày 1 tháng 7 năm 2010. Tuy nhiên, phim này hứng chịu nhiều phê bình tiêu cực và mang về cho Patel đề cử Giải Mâm xôi vàng cho nam diễn viên phụ tệ nhất năm đó. Sau đó Patel tham gia đóng phim The Best Exotic Marigold Hotel. Để vào vai này, Patel đã phải tham gia lớp học phát âm đúng tiếng Anh giọng Ấn Độ do giọng Anh bản xứ của Patel quá nặng khiến các nhà sản xuất ngại khán giả sẽ không tin lắm khi xem phim. Năm 2012, Patel tham gia đóng vai phụ Neal Sampat trong loạt phim truyền hình The Newsroom của HBO. Anh cũng xuất hiện bên James Franco và Heather Graham trong phim About Cherry - công chiếu tại Lễ hội phim quốc tế Berlin năm 2012.

## Danh sách phim tham gia
| Năm       | Nhan đề                               | Vai                 | Ghi chú                     |
| --------- | ------------------------------------- | ------------------- | --------------------------- |
| 2007–2008 | Skins                                 | Anwar Kharral       | phim truyền hình dài 19 tập |
| 2008      | Triệu phú ổ chuột                     | Jamal Malik         |                             |
| 2010      | The Last Airbender                    | Zuko                |                             |
| 2011      | The Best Exotic Marigold Hotel        | Sonny Kapoor        |                             |
| 2012-2014 | The Newsroom                          | Neal Sampat         | phim truyền hình            |
| 2012      | About Cherry                          | Andrew              |                             |
| 2014      | The Road Within                       | Alex                |                             |
| 2015      | The Second Best Exotic Marigold Hotel | Sonny Kapoor        |                             |
| 2015      | Chappie                               | Deon Wilson         |                             |
| 2015      | The Man Who Knew Infinity             | Srinivasa Ramanujan |                             |
| 2016      | Lion                                  | Saroo               | Đề cử Oscar                 |
| 2017      | Hotel Mumbai                          |                     | Đang sản xuất               |
| 2024      | Monkey Man báo thù                    | Kid                 |                             |

## Giải thưởng và đề cử

### Đoạt giải
- Giải Black Reel năm 2008 – "Best Actor" – Triệu phú ổ chuột[17]
- Giải Black Reel năm 2008 – "Best Breakthrough Performance" – Triệu phú ổ chuột[17]
- Giải BIFA năm 2008 – "Most Promising Newcomer" – Triệu phú ổ chuột[18]
- Giải CFCA năm 2008 – "Most Promising Performer" – Triệu phú ổ chuột[19]
- Giải NBR năm 2008 – "Best Breakthrough Performance" – Triệu phú ổ chuột[20]
- Giải Phoenix Film Critics Society năm 2008 – "Break Out On Camera" – Triệu phú ổ chuột[21]
- Giải WAFCA năm 2008 – "Best Breakthrough Performance" – Triệu phú ổ chuột[22]
- Giải Critics' Choice Awards năm 2009 – "Giải BFCA cho diễn viên trẻ xuất sắc nhất" – Triệu phú ổ chuột[23]
- Giải Richard Attenborough Film năm 2009 – "Best Breakthrough" – Triệu phú ổ chuột[24]
- Giải Richard Attenborough Film năm 2009 – "Rising Star of the Year" – Triệu phú ổ chuột[24]

### Được đề cử
- Giải Black Reel năm 2008 – "Best Ensemble" – Triệu phú ổ chuột
- Giải Detroit Film Critics Society năm 2008 – "Best Newcomer" – Triệu phú ổ chuột[25]
- Giải BAFTA năm 2009 – "Giải BAFTA cho nam diễn viên chính xuất sắc nhất" – Triệu phú ổ chuột[26]
- Giải Evening Standard British Film năm 2009